# 江浦路街道
江浦路街道，是中华人民共和国上海市杨浦区下辖的一个乡镇级行政单位。面积2.32平方公里。户籍人口7.46万人（2008年）。

## 行政区划
江浦路街道下辖以下居委会：
吴家浜社区、兰州新村社区、陈家头第一社区、张家浜社区、陈家头第二社区、陈家头第三社区、辽源二村社区、辽源三村社区、姚家桥社区、辽源一村社区、五环社区、辽源四村社区、金鹏社区、又一村社区、大花园社区、星泰社区、阳明社区、金上海社区、辽昆社区、恒阳社区、海上海社区和大连路社区。